# Ksenodiagnoza
Ksenodiagnóza (grško starogrško ξένος: ksénos – tuj, tujec) je posredna diagnoza nalezljive bolezni, ki temelji na hranjenju laboratorijsko gojenega neokuženega gostitelja na človeku s sumom na to bolezen in kasnejši mikroskopski preiskavi črevesne vsebine gostitelja na mikrobne povzročitelje. Najpogosteje se jo uporablja pri ugotavljanju južnoameriške tripanosomoze ali bolezni šagas, ki jo povzroča krvni zajedavec Tripanosoma cruzi; pri tem se na človeku hranijo neokužene roparske stenice (npr. Triatoma infestans). Ksenodiagnozo se redkeje uporablja za ugotavljanje drugih nalezljivih bolezni, kot je lymska borelioza.